# Supetar (otok)
Supetar je nenaseljeni otočić u Župskom zaljevu, ispred Cavtata.
Njegova površina iznosi 38.137 m2. Duljina obalne crte iznosi 946 m, a iz mora se uzdiže 8 metara. Na pola puta do kopna je hrid Šuperka koja je većinu dio vremena ispod površine mora.
Na otočiću je 20. siječnja 1431. godine, izgrađena je prva kamena kuća za smještaj kužnih bolesnika. Ovo je bio prvi objekt građen specifično za ovu namjenu, prvi dubrovački lazaret sagrađen na području Dubrovačke Republike.
Od 1975., Cavtatski otoci i otočić Supetar zaštićeni su kao poseban ornitološki rezervat, gnjezdište galeba klaukavca.
Na otoku je i nudistička plaža.

## Poveznica
- Samostan Svetoga Petra na Supetru

## Vanjske poveznice
|  | Zajednički poslužitelj ima još gradiva o temi Supetar (otok) |